# Hadogenes troglodyes
Hadogenes troglodytes es una especie de escorpión de la familia Hemiscorpiidae propio de África del Sur, conocido como escorpión plano de roca y vendido como mascota exótica. Antes se lo  tenía por el escorpión más largo que existía, con 20 cm de longitud. No obstante, Heterometrus swammerdami ostenta el actual récord, ya que alcanza los 23 cm de longitud.